# Elecciones al Senado de Argentina de 1854
Las Elecciones al Senado de la Confederación Argentina de 1854 fueron realizadas a lo largo del mencionado año por las Legislaturas de las respectivas provincias para elegir por primera vez las 26 bancas del Senado. La provincia de Buenos Aires no eligió senadores por no ser parte de la Confederación.

## Electos
| Provincia           | Senador electo            | Mandato                                     |
| ------------------- | ------------------------- | ------------------------------------------- |
| Catamarca           | Pedro Ferré               | 17 de octubre de 1854 - 30 de abril de 1863 |
| Catamarca           | Pascual Echagüe           | 17 de octubre de 1854 - 30 de abril de 1857 |
| Córdoba             | Severo González           | 17 de octubre de 1854 - 30 de abril de 1863 |
| Córdoba             | Regis Martínez            | 17 de octubre de 1854 - 30 de abril de 1857 |
| Corrientes          | Facundo de Zuviria        | 17 de octubre de 1854 - 30 de abril de 1860 |
| Corrientes          | José Vicente Saravia      | 17 de octubre de 1854 - 30 de abril de 1860 |
| Entre Ríos          | José Miguel Galán         | 17 de octubre de 1854 - 30 de abril de 1863 |
| Entre Ríos          | José Leonardo Acevedo     | 17 de octubre de 1854 - 30 de abril de 1857 |
| Jujuy               | José Benito de la Bárcena | 17 de octubre de 1854 - 30 de abril de 1863 |
| Jujuy               | Ramón Alvarado            | 17 de octubre de 1854 - 30 de abril de 1863 |
| La Rioja            | Ángel Elías               | 17 de octubre de 1854 - 30 de abril de 1863 |
| La Rioja            | Ciriaco Díaz Vélez        | 17 de octubre de 1854 - 30 de abril de 1863 |
| Mendoza             | Martín Zapata             | 17 de octubre de 1854 - 30 de abril de 1860 |
| Mendoza             | Francisco Delgado         | 17 de octubre de 1854 - 30 de abril de 1860 |
| Salta               | Dámaso Uriburu            | 17 de octubre de 1854 - 30 de abril de 1857 |
| Salta               | Juan de Dios Usandivaras  | 17 de octubre de 1854 - 30 de abril de 1857 |
| San Juan            | Tomás Guido               | 17 de octubre de 1854 - 30 de abril de 1863 |
| San Juan            | Ruperto Godoy             | 17 de octubre de 1854 - 30 de abril de 1860 |
| San Luis            | Juan Esteban Pedernera    | 17 de octubre de 1854 - 30 de abril de 1860 |
| San Luis            | José Manuel Figueroa      | 17 de octubre de 1854 - 30 de abril de 1860 |
| Santa Fe            | Vicente del Castillo      | 17 de octubre de 1854 - 30 de abril de 1863 |
| Santa Fe            | Manuel Leiva              | 17 de octubre de 1854 - 30 de abril de 1860 |
| Santiago del Estero | José Hilario Carol        | 17 de octubre de 1854 - 30 de abril de 1857 |
| Santiago del Estero | Antonio Crespo            | 17 de octubre de 1854 - 30 de abril de 1860 |
| Tucumán             | Marcos Paz                | 17 de octubre de 1854 - 30 de abril de 1857 |
| Tucumán             | Agustín Justo de la Vega  | 17 de octubre de 1854 - 30 de abril de 1857 |

1. ↑  Renunció el 6 de febrero de 1861, no fue reemplazado.
2. ↑  Renunció el 30 de mayo de 1857, lo reemplaza Nicolás Calvo el 9 de junio de 1859.
3. ↑  Renunció el 29 de noviembre de 1854, no fue reemplazado.
4. ↑  Renunció el 30 de noviembre de 1854, lo reemplaza Baldomero García el 20 de agosto de 1855. Baldomero García renunció el 30 de abril de 1857, lo reemplaza Eugenio Núñez el 12 de mayo de 1857.
5. ↑  Renunció el 22 de septiembre de 1859, lo reemplaza Plácido Sánchez de Bustamante el 1 de marzo de 1860.
6. ↑  Renunció el 20 de junio de 1857, no fue reeemplazado.
7. ↑  Renunció el 19 de mayo de 1859, no fue reemplazado.
8. ↑  Renunció el 8 de junio de 1855, lo reemplaza Miguel Vidal el 8 de agosto de 1855.
9. ↑  Renunció el 23 de mayo de 1856, no fue reemplazado.

### Senadores suplentes
| Provincia           | Senador                       | Mandato                                       |
| ------------------- | ----------------------------- | --------------------------------------------- |
| Jujuy               | Plácido Sánchez de Bustamante | 6 de septiembre de 1857 - 1 de marzo de 1860  |
| La Rioja            | Ciriaco Díaz Vélez            | 25 de mayo de 1855 - 15 de mayo de 1856       |
| Mendoza             | Gerónimo Espejo               | 17 de octubre de 1854 - 30 de abril de 1857   |
| Salta               | Casiano José Goitía           | 13 de agosto de 1855 - 30 de abril de 1857    |
| San Juan            | Federico de la Barra          | 18 de julio de 1856 - 30 de abril de 1857     |
| San Luis            | Estanislao Rodríguez          | 17 de octubre de 1854 - 23 de mayo de 1856    |
| San Luis            | Bernabé López                 | 23 de mayo de 1856 - 6 de agosto de 1856      |
| Santiago del Estero | Urbano de Iriondo             | 13 de noviembre de 1854 - 10 de julio de 1855 |
| Tucumán             | Marcos Paz                    | 17 de octubre de 1854 - 25 de mayo de 1855    |